# Ustream
Az Ustream egy internetes videostreaming szolgáltató.

## Magyar startup
A 2007-ben indult Ustream.tv egy magyar startup vállalkozás, szolgáltatás (startupon olyan induló tudásintenzív vállalkozást értünk, amely kis tőke- és munkabefektetéssel is gyors növekedést produkál). Az oldalt két amerikai egykori honvéd, Brad Hunstable és John Ham, valamint egy magyar webfejlesztő, Fehér Gyula indította el.
A cég nem csak annyiban kapcsolódik országunkhoz, hogy az egyik tulajdonos magyar a cégben, hanem azzal is, hogy a fő fejlesztői központja is Budapesten, az Andrássy úti Párisi Nagy Áruházban (korábban a III. kerületi Graphisoft Parkban) található.

## Látogatók
Mára több mint havi 220 ezer látogató keresi fel.

## Befektetők
Az első befektető az Ustream.tv-be 2008 márciusában a Doll Capital Management (DCM) volt. 11 millió dollárral növelték meg a vállalat tőkéjét.
2010-ben a magyar-amerikai Ustream.tv 20 millió amerikai dollár tőkeinjekciót kapott a japán Softbanktól. A Ustreamet 2016. január 21-én az IBM 150 millió dollárért megvásárolta.